# Kamoebas
Kamoebas ( カメーバ ) est un kaiju qui apparaît en premier lieu en 1970 dans le film Les Envahisseurs de l'espace (Gezora Ganime Kameba Kessen! Nankai no Kaijuu),.

## Liste des apparitions
- 1970 : Les Envahisseurs de l'espace (Gezora Ganime Kameba Kessen! Nankai no Kaijuu), de Ishirō Honda
- 2003 : Godzilla, Mothra, Mechagodzilla: Tokyo S.O.S. (Gojira tai Mosura tai Mekagojira: Tôkyô S.O.S.), de Masaaki Tezuka